# Rasbora taytayensis
Rasbora taytayensis är en fiskart som beskrevs av Herre 1924. Rasbora taytayensis ingår i släktet Rasbora och familjen karpfiskar. Inga underarter finns listade i Catalogue of Life.